# Malojanyssol
Malojanyssol (ukrainisch Малоянисоль, russisch Малоянисоль Malojanissol) ist ein Dorf im Südwesten der ukrainischen Oblast Donezk mit etwa 2300 Einwohnern (2004).

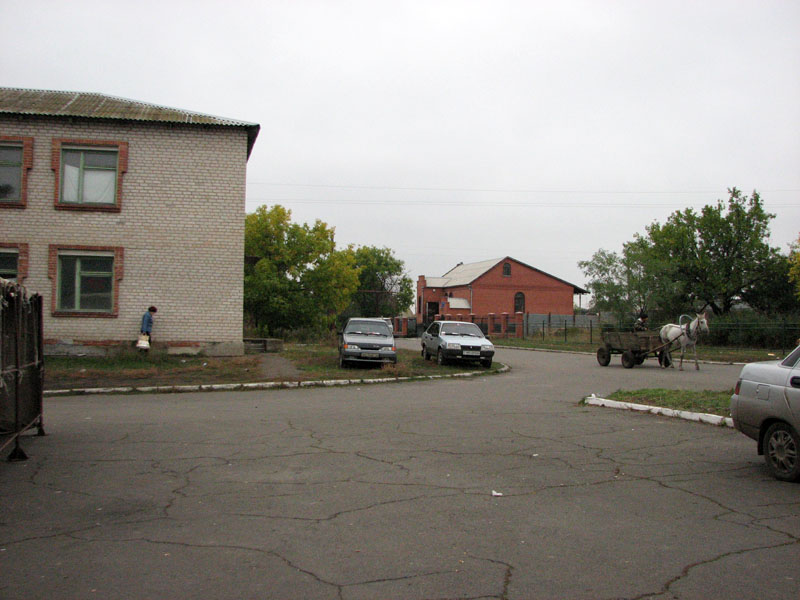
Malojanyssol

Das Dorf wurde 1779 am Ufer des Kaltschyk (Кальчик), einem 88 km langen, rechten Nebenfluss des Kalmius, von Griechen, die von der Halbinsel Krim umgesiedelt wurden, gegründet.
Die Ortschaft liegt an der Territorialstraße Т–05–18 24 km nördlich vom ehemaligen Rajonzentrum Nikolske und 45 km nordwestlich der Stadt Mariupol.
Am 12. Juni 2020 wurde das Dorf ein Teil neugegründeten Landgemeinde Kaltschyk, bis dahin bildete es zusammen mit den Dörfern Sachariwka (Катеринівка) und Truschenka (Труженка) die gleichnamige Landratsgemeinde Malojanyssol (Малоянисольська сільська рада/Malojanyssolska silska rada) im Norden des Rajons Nikolske.
Am 17. Juli 2020 wurde der Ort ein Teil des Rajons Mariupol.